# Manuel Ortlechner
Manuel Ortlechner (Ried, 4 maart 1980) is een Oostenrijks voormalig voetballer die doorgaans als centrale verdediger speelde. Tussen 1996 en 2017 speelde hij voor SV Ried, FC Pasching, Austria Kärnten en Austria Wien. Ortlechner maakte in 2009 zijn debuut in het Oostenrijks voetbalelftal en kwam tot negen interlands.

## Clubcarrière
Via de jeugd van TSV Ort kwam Ortlechner in 1996 bij SV Ried terecht. Bij die club speelde hij al op zestienjarige leeftijd in het eerste elftal en hij zou er blijven spelen tot aan 2004. Toen besloot hij de overstap te gaan maken naar FC Pasching. Bij Pasching speelde hij zichzelf in drie jaar tijd niet alleen in de kijker van het nationale team, maar ook van grotere clubs. Austria Kärnten nam hem over en hij was er twee jaar lang basisspeler, tot hij in 2009 de transfer naar Austria Wien maakte. Bij Austria speelde hij al meer dan honderd wedstrijden en hij werd tevens benoemd tot aanvoerder van de club. Vanaf 2015 speelde hij in het tweede elftal en ook werd hij veldtrainer bij Austria Wien. Twee jaar later stopte hij als voetballer en ging hij door als trainer.

## Interlandcarrière
Ortlechner debuteerde op 6 september 2009 in het Oostenrijks voetbalelftal. Op die dag werd er met 0–1 verloren van Venezuela. De verdediger moest van bondscoach Josef Hickersberger op de reservebank starten en hij mocht een kwartier voor rust het veld betreden voor Emanuel Pogatetz.

### Gespeelde interlands
| Interlands van Manuel Ortlechner voor Oostenrijk | Interlands van Manuel Ortlechner voor Oostenrijk | Interlands van Manuel Ortlechner voor Oostenrijk | Interlands van Manuel Ortlechner voor Oostenrijk | Interlands van Manuel Ortlechner voor Oostenrijk | Interlands van Manuel Ortlechner voor Oostenrijk | Interlands van Manuel Ortlechner voor Oostenrijk |
| №                                                | Datum                                            | Wedstrijd                                        | Uitslag                                          | Competitie                                       | Goals                                            |                                                  |
| Als speler bij FC Pasching                       | Als speler bij FC Pasching                       | Als speler bij FC Pasching                       | Als speler bij FC Pasching                       | Als speler bij FC Pasching                       | Als speler bij FC Pasching                       | Als speler bij FC Pasching                       |
| ------------------------------------------------ | ------------------------------------------------ | ------------------------------------------------ | ------------------------------------------------ | ------------------------------------------------ | ------------------------------------------------ | ------------------------------------------------ |
| 1                                                | 6 september 2006                                 | Oostenrijk – Venezuela                           | 0 – 1                                            | Vriendschappelijk                                |                                                  |                                                  |
| Als speler bij Austria Kärnten                   |                                                  |                                                  |                                                  |                                                  |                                                  |                                                  |
| 2                                                | 1 april 2009                                     | Oostenrijk – Roemenië                            | 2 – 1                                            | WK 2010 kwalificatie                             |                                                  |                                                  |
| 3                                                | 6 juni 2009                                      | Servië – Oostenrijk                              | 1 – 0                                            | WK 2010 kwalificatie                             |                                                  |                                                  |
| Als speler bij Austria Wien                      |                                                  |                                                  |                                                  |                                                  |                                                  |                                                  |
| 4                                                | 12 augustus 2009                                 | Oostenrijk – Kameroen                            | 0 – 2                                            | Vriendschappelijk                                |                                                  |                                                  |
| 5                                                | 5 september 2009                                 | Oostenrijk – Faeröer                             | 3 – 1                                            | WK 2010 kwalificatie                             |                                                  |                                                  |
| 6                                                | 19 mei 2010                                      | Oostenrijk – Kroatië                             | 0 – 1                                            | Vriendschappelijk                                |                                                  |                                                  |
| 7                                                | 7 juni 2011                                      | Oostenrijk – Letland                             | 3 – 1                                            | Vriendschappelijk                                |                                                  |                                                  |
| 8                                                | 29 februari 2012                                 | Oostenrijk – Finland                             | 3 – 1                                            | Vriendschappelijk                                |                                                  |                                                  |
| 9                                                | 15 oktober 2013                                  | Faeröer – Oostenrijk                             | 0 – 3                                            | WK 2014 kwalificatie                             |                                                  |                                                  |

## Erelijst
| Bundesliga | 1 | 2012/13 |